# Mszana Dolna (Landgemeinde)
Die  gmina wiejska Mszana Dolna ist eine selbständige Landgemeinde im Powiat Limanowa in der Wojewodschaft Kleinpolen in Polen. Ihr Sitz befindet sich in der Stadt Mszana Dolna. Sie hat eine hat eine Fläche von 169,8 km², auf der 17.618 Menschen leben (31. Dezember 2020).

## Geschichte
In den Jahren 1975 bis 1998 gehörte die Gemeinde zur Woiwodschaft Nowy Sącz.

## Gliederung
Zu der Landgemeinde gehören folgende 9 Ortschaften mit 11 Schulzenämtern:
Glisne
Kasina Mała (Kasina Mała-Dolna Wieś & Kasina Mała-Górna Wieś)
Kasina Wielka (Kasina Wielka-Kasina Dolna & Kasina Wielka-Kasina Górna)
Lubomierz
Łętowe
Łostówka
Mszana Górna
Olszówka
Raba Niżna.